# Бездорожье (фильм)
«Бездорожье», или «Вьячча» (итал. La viaccia) — франко-итальянский кинофильм, снятый по роману Марио Пратези «Наследство».

## Сюжет
Флоренция, 1885 год. Умирая, основатель и владелец поместья Вьячча хочет передать его в наследство своему сыну Стефано и требует, чтобы остальные члены семьи отказались от своей доли, поскольку власть нельзя ни продать, ни поделить. Вторым желанием помещика было не звать на похороны священника. Но его дети не исполнили ни то, ни другое. Старшему сыну помещика, Нандо удалось уговорить остальных передать права на поместье ему с условием, что Стефано останется управляющим. Поскольку у Нандо нет семьи, то после его смерти наследство опять перейдёт к остальным, неразделённым. Возвращаясь в город, Нандо забирает с собой племянника Гиго (Жан-Поль Бельмондо), сына Стафано, для работы в его ресторане. Отец советует Гиго быть похитрее с дядей, чтобы после его смерти поместье досталось им. Кроме того, им нужно выяснить, не является ли Нандо отцом сыну своей любовницы, который в этом случае стал бы наиболее вероятным наследником. В городе Гиго знакомится с проституткой Бианкой (Клаудиа Кардинале) и, совсем потеряв голову, начинает красть деньги из кассы ресторана для посещения борделя, в котором она работает. Вскоре Нандо догадывается об этом и выгоняет племянника. Не желая больше работать в поместье на своего дядю, Гиго устраивается в бордель охранником. Вскоре после этого Нандо умирает, успев обвенчаться со своей любовницей и оставив ей всё наследство.

## В ролях
- Жан-Поль Бельмондо — Америго (Гиго)
- Клаудия Кардинале — Бьянка
- Пьетро Джерми — Стефано
- Ромоло Валли — Данте
- Габриэлла Паллотта — Кармелинда
- Поль Франкёр — Нандо
- Джина Саммарко — хозяйка дома
- Марчелла Валери — Беппа
- Эмма Барон — Джованна, мать Америго
- Клаудио Бьява — Арлекино
- Франко Бальдуччи — Тоньяццо
- Нандо Анджелини — парень
- Паола Питагора — Анна
- Джанна Джакетти — содержательница борделя
- Олимпия Кавалли — пансионерка

## Награды
Italian National Syndicate of Film Journalists
- 1962: Премия «Silver Ribbon» за лучший дизайн костюмов
- 1962: Премия «Silver Ribbon» за лучшую сценографию